# Гдиня
Гдѝня (на полски: Gdynia; на кашубски: Gdiniô; на немски: Gdingen) е пристанищен град в северна Полша, Поморското войводство. Административно е обособен в отделен окръг (повят) с площ 135,14 км2.
Градът е част от агломерацията Труймясто.

## География
Градът се намира в областта Кашубия, която е част от историческия регион Померелия (Гданска Померания). Той е разположен край Гданския залив, на Балтийско море, северно от град Гданск. На север граничи с Пуцки окръг, на запад с Вейхеровски и Картузийски окръзи и на юг със Сопот и Гданск.

## История
За първи път селището се споменава през 1253 година.
През 1772 г. според Първата подялба на Полша влиза в състава на Прусия, където остава до 1920 г. под името Гдинген (на немски: Gdingen). Гдиня има статут на град от 1926 година. След края на Първата световна война в града е изградено голямо пристанище.

## Население
Населението на града възлиза на 248 939 души (2012 г.). Гъстотата е 1842 души/км2.
Демографско развитие

## Спорт
Градът е дом на футболния клуб Арка (Гдиня)

## Фотогалерия
- Пристанището на Гдиня
- Морските кули
- Улица Швентоянска
- Red Bull Air Race Gdynia – 2014

## Побратимени градове
- Олбор, Дания
- Калининград, Русия
- Плимут, Англия